# УСТ Пробій (Нойбоєрн)
УСТ «Пробій»' (Українське Спортове Товариство «Пробій») — українське спортивне товариство з німецького поселення Нойбоєрн.
Товариство «Пробій» в селі Нойбоєрн біля Розенгайму існувало до літа 1946 року. Із перенесенням табору самоліквідувалося